# Michel Joseph Maunoury
Michael Joseph Maunoury, francoski maršal, * 17. december 1847, Maintenon (Eure-et-Loir), † 28. marec 1923, Mer (Loir-et-Cher).
Avgusta 1914 je bil pri 67 letih vpoklican v vojsko kot poveljnik dela tako imenovane Lorenske armade, ki je imela nalogo zavzeti ozemlje Lorene in Alzacije, izgubljeno med francosko-prusko vojno. Kmalu zatem je bila armada ob razvoju dogodkov, združena s Prvo in Drugo armado v novo Šesto armado, prestavljena sprva na sever Zahodne fronte, v začetku septembra pa se je pomaknila bližje Parizu z nalogo obrambe mesta. Maunoury se je kot vodja Šeste armade odlikoval v času prve bitke na Marni (med 5. in 12. septembrom 1914), po kateri se je ustavilo nemško napredovanje in obkolitev Pariza.
Ob ogledovanju fronte je bil Maunoury 11. marca 1915 težko ranjen v glavo, pri čemer je delno oslepel, posledično se je končala tudi njegova vojaška kariera. Posmrtno je bil povišan v maršala Francije.